# Marco Silva
Marco Silva (teljes nevén Marco Alexandre Saraiva da Silva; Lisszabon, 1977. július 12. –) portugál labdarúgó, hátvéd, edző.

## Pályafutása

### Edzőként
Az Estroril, a Hull City, majd a Watford edzője volt. 2018 májusa és 2019 decembere között az Everton FC vezetőedzője volt. 2019. decemberéig 60 mérkőzésen át irányította a csapatot – a mérleg 24 győzelem, 11 döntetlen és 25 vereség. A bajnokságban az utolsó négy hazai mérkőzését megnyerte a csapat, többek között a Chelsea, az Arsenal és a Manchester United ellen. 2019. december 4-én az Anfield a városi rivális Liverpool ellen 5–2-es vereséget követően az Everton FC vezetősége menesztette.

## Edzői statisztika
2019. december 4-én lett frissítve.
| Estoril     | portugál | 2011. szeptember 27. | 2014. május 21.   | 116 | 54  | 31 | 31 | 46.55  |
| Sporting CP | portugál | 2014. május 21.      | 2015. június 4.   | 53  | 31  | 15 | 7  | 57.41  |
| Olympiakos  | görög    | 2015. június 8.      | 2016. június 23.  | 48  | 38  | 3  | 7  | 79.17  |
| Hull City   | angol    | 2017. január 5.      | 2017. május 25.   | 22  | 8   | 3  | 11 | 36.36  |
| Watford     | angol    | 2017. május 27.      | 2018. január 21.  | 26  | 8   | 5  | 13 | 30.77  |
| Everton     | angol    | 2018. május 31.      | 2019. december 5. | 60  | 24  | 12 | 24 | 40     |
| összesen    | összesen | összesen             | összesen          | 325 | 163 | 69 | 93 | 199.39 |

## Sikerei, díjai

### Edzőként

#### Estoril
- Segunda Liga: 2011–12

#### Sporting
- Portugál kupa: 2014–15[9]

#### Olympiacos
- Görög Szuper League: 2015–16[10]

### Egyéni
- Az év Segunda Liga Edzője2011–12